# .nfo
.nfo — (скорочення Information) розширення простого текстового файлу що зазвичай містить метаінформацію та ASCII-графіку. Зазвичай поширюється разом з програмним забезпеченням, варезом та піратськими фільмами. Файли вперше введені в обіг в 1989 році елітною варезною групою The Humble Guys (THG). Спочатку файли з таким розширенням містили тільки дані про процес злому тієї чи іншої програми або гри, тепер же вони містять набагато більше інформації і, до того ж, красиво оформлені.

## Дані що може містити .nfo файл
- ASCII-графіка
- системні вимоги;
- інформація про запуск гри (де знаходиться Crack та / або Key-Gen);
- серійні номери;
- подяки та інше.

Відкривається першим-ліпшим текстовим редактором/переглядачем. Також є спеціалізовані програми.

## Інтернет-сторінки
- Чим відкрити розширення файлу nfo [Архівовано 9 липня 2011 у Wayback Machine.]
- Всё о файлах .NFO, .DIZ, .ION - Комп’ютерра.ру